# Aphis raji
Aphis raji är en insektsart som först beskrevs av Kumar och Burkhardt 1970.  Aphis raji ingår i släktet Aphis och familjen långrörsbladlöss. Inga underarter finns listade i Catalogue of Life.